# Mikrobotik
Mikrobotik (oder Mikrorobotik) ist das Fachgebiet der Miniatur-Robotik, insbesondere mobiler Roboter mit charakteristischen Abmessungen von weniger als 1 mm.

## Geschichte
Mikrobots (oder Mikroroboter) entstanden dank des Aufkommens des Mikrocontrollers im letzten Jahrzehnt des 20. Jahrhunderts und der Einführung von mikroelektromechanischen Systemen (MEMS) auf Siliziumbasis. Viele Mikrobots verwenden jedoch außer Sensoren kein Silizium für mechanische Komponenten. Die ersten Forschungen und Konzeptionen solcher kleinen Roboter fanden Anfang der 1970er Jahre im Rahmen (damals) geheimer Forschungsarbeiten für US-Geheimdienste statt. Zu den damals vorgesehenen Anwendungen gehörten die Rettung von Kriegsgefangenen und elektronische Abfangmissionen. Die zugrundeliegenden Miniaturisierungstechnologien waren damals noch nicht vollständig entwickelt, sodass die Entwicklung von Prototypen nach diesen frühen Berechnungen und Konzepten noch nicht unmittelbar vorankam.
Die Entwicklung drahtloser Verbindungen, insbesondere von WLAN (z. B. in Heimnetzwerken), hat die Kommunikationskapazität von Mikrobots erheblich verbessert und damit auch ihre Fähigkeit, sich mit anderen Mikrobots zu koordinieren und komplexere Aufgaben auszuführen. Tatsächlich konzentriert sich ein Großteil der jüngsten Forschung auf die Kommunikation von Mikrobots, darunter ein Schwarm von 1024 Robotern an der Harvard University, der sich selbst zu verschiedenen Formen zusammensetzt; und die Herstellung von Mikrobots bei SRI International für das Programm „MicroFactory for Macro Products“ der DARPA, die leichte, hochfeste Strukturen bauen können.
Es gibt auch Mikrobots aus biologischem Gewebe anstelle von Metall und Elektronik – so etwa Xenobots. Xenobots vermeiden einige der technologischen und ökologischen Komplikationen herkömmlicher Mikrobots, da sie energieautark, biologisch abbaubar und biokompatibel sind.

## Definitionen
Obwohl das Präfix „Mikro“ subjektiv im Sinne von „klein“ verwendet wurde, vermeidet die Standardisierung auf Längenskalen Verwirrung. Ein Nanoroboter hätte also charakteristische Abmessungen von einem Mikrometer oder weniger oder könnte Komponenten im Größenbereich von einem bis 1000 nm manipulieren. Ein Mikroroboter hätte charakteristische Abmessungen von weniger als 1 Millimeter, ein Millirobot hätte Abmessungen von weniger als einem Zentimeter, ein Miniroboter hätte Abmessungen von weniger als 10 cm.

## Designüberlegungen
Die Fortbewegung von Mikrorobotern hängt von ihrem Zweck und der erforderlichen Größe ab. Im Submikrometerbereich erfordert die physikalische Welt recht bizarre Fortbewegungsmethoden. Die Reynoldszahl für fliegende Roboter ist kleiner als eins; die Viskositätskräfte dominieren die Trägheitskräfte. Daher könnte das „Fliegen“ die Viskosität der Luft anstelle des Bernoullischen Auftriebsprinzips nutzen. Roboter, die sich durch Flüssigkeiten bewegen, benötigen möglicherweise rotierende Flagellen, wie die bewegliche Form von Escherichia coli. Das Hüpfen ist unauffällig und energieeffizient; es ermöglicht dem Roboter, sich auf den Oberflächen unterschiedlichsten Terrains zurechtzufinden. Mit neuen Berechnungen untersuchten Solem 1994 mögliche Verhaltensweisen basierend auf physikalischen Gegebenheiten.
Eine der größten Herausforderungen bei der Entwicklung eines Mikroroboters besteht darin, Bewegung mit einer sehr begrenzten Stromversorgung zu erreichen. Die Mikroroboter können eine kleine, leichte Batteriequelle wie eine Knopfzelle nutzen oder Energie in Form von Vibrationen oder Lichtenergie aus der Umgebung aufnehmen. Mikroroboter nutzen mittlerweile auch biologische Motoren als Energiequellen, wie zum Beispiel die geißelartige „Serratia marcescens“, die chemische Energie aus der umgebenden Flüssigkeit ziehen und so den Roboter antreiben. Diese Bioroboter können direkt durch Reize wie Chemotaxis oder Galvanotaxis gesteuert werden, wobei verschiedene Steuerungsschemata zur Verfügung stehen. Eine beliebte Alternative zu einer integrierten Batterie ist die Stromversorgung der Roboter durch extern induzierte Energie. Beispiele hierfür sind die Nutzung elektromagnetischer Felder, Ultraschall und Licht zur Aktivierung und Steuerung von Mikrorobotern.

## Typen und Anwendungen

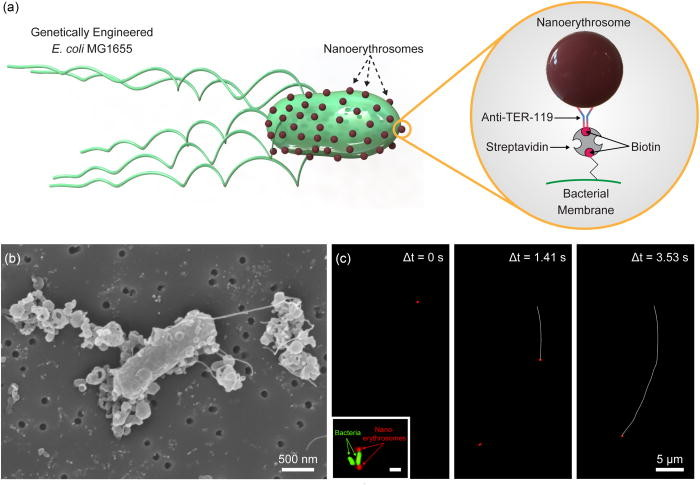
Biohybride bakterielle Mikroschwimmer

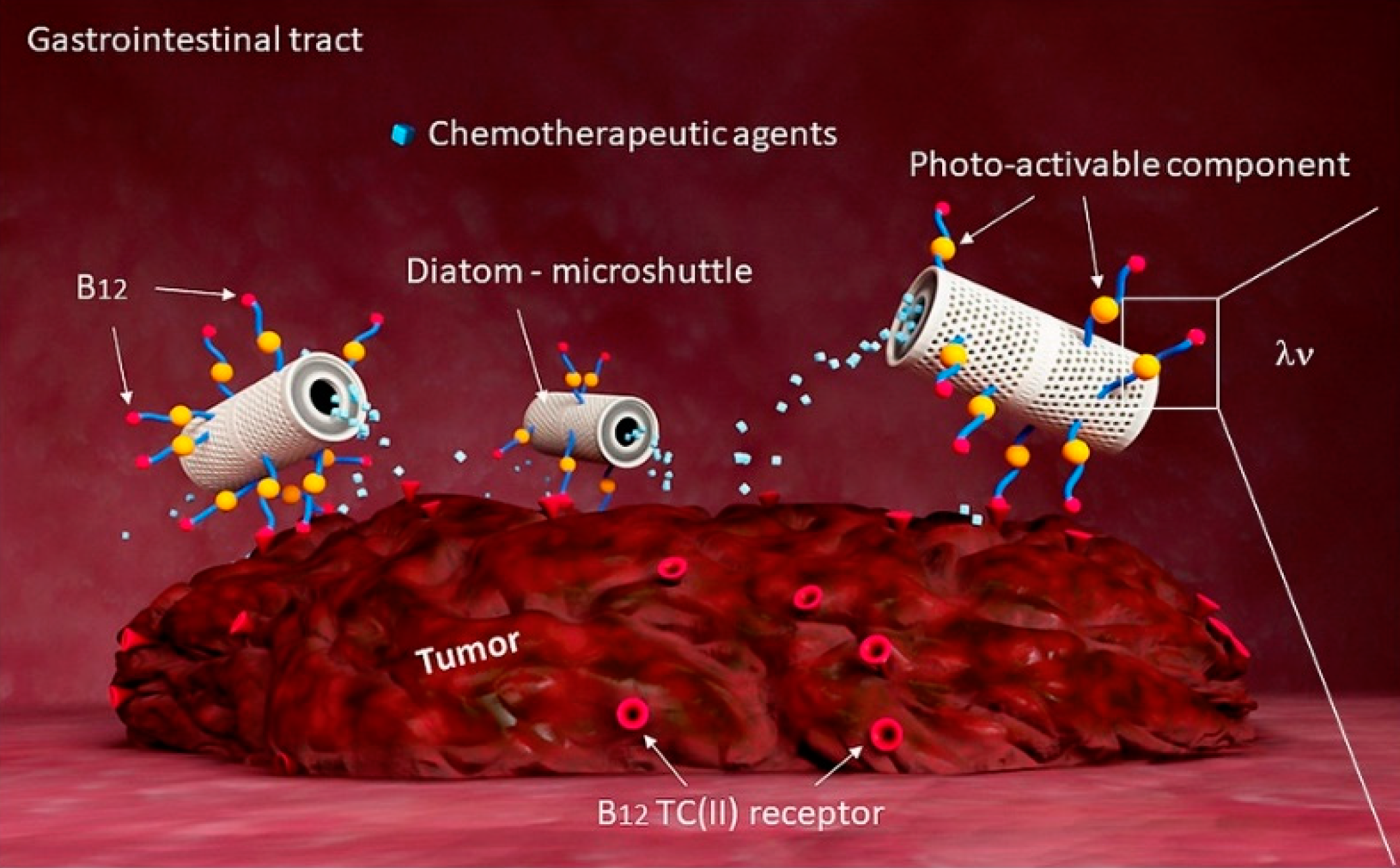
Biohybrides Diatomit-Mikroschwimmer-Drug-Delivery-System Kieselalgenschalenoberfläche, funktionalisiert mit photoaktivierbaren Molekülen (orangefarbene Kugeln), die mit Vitamin B-12 (rote Kugel) verknüpft sind und als tumorspezifische Markierung fungieren. Das System kann mit Chemotherapeutika (hellblaue Kugeln) beladen werden, die gezielt an Darmkrebszellen abgegeben werden können. Darüber hinaus können Kieselalgen-Mikropartikel photoaktiviert werden, um Kohlenmonoxid oder freie Radikale zu erzeugen, die die Apoptose von Tumorzellen induzieren.

Aufgrund ihrer geringen Größe sind Mikroroboter potenziell sehr günstig und könnten in großer Zahl (Schwarmrobotik) eingesetzt werden, um Umgebungen zu erkunden, die für Menschen oder größere Roboter zu klein oder zu gefährlich sind. Es wird erwartet, dass Mikroroboter beispielsweise bei der Suche nach Überlebenden in eingestürzten Gebäuden nach einem Erdbeben oder beim Durchkriechen des Verdauungstrakts nützlich sein werden. Was Mikrorobotern an Muskelkraft oder Rechenleistung fehlt, können sie durch den Einsatz großer Zahlen, wie beispielsweise in Mikroroboterschwärmen, wettmachen. Bioinspirierte Mikroroboter haben sich als bahnbrechendes Werkzeug bei der Suche nach präziser Medikamentenverabreichung erwiesen. Diese mikroskopischen Roboter sind darauf ausgelegt, den menschlichen Körper mit einer bisher unvorstellbaren Präzision zu navigieren.
Zu potenzielle Anwendungensbereichen mit demonstrierten Prototypen gehören:

### Medizinische Mikroroboter
Biohybride Mikroschwimmer, die hauptsächlich aus integrierten biologischen Aktoren und synthetischen Ladungsträgern bestehen, haben sich kürzlich als vielversprechend für minimalinvasive theranostische Anwendungen erwiesen.
Es gibt beispielsweise biokompatible Mikroroboter auf Basis von Mikroalgen für die Gezielte Arzneimittelverabreichung im Gehirn, der Lunge und im Magen-Darm-Trakt, sowie magnetisch gesteuerte, künstlich hergestellte bakterielle Mikrobots für 'präzises Targeting' zur Bekämpfung von Krebs, die alle an Mäusen getestet wurden.
Verschiedene Mikroorganismen, darunter Bakterien, Mikroalgen, und Spermiene, wurden genutzt, um verschiedene biohybride Mikroschwimmer mit fortschrittlichen medizinischen Funktionen herzustellen, wie z. B. autonome Steuerung mit Umweltreizen zur Zielerfassung, Navigation durch enge Lücken und Ansammlung in nekrotischen Regionen von Tumorumgebungen. Lenkbarkeit der synthetischen Frachtträger mit weitreichenden externen Feldern, wie akustischen oder magnetischen Feldern, und intrinsisches Taxisverhalten der biologischen Aktuatoren gegenüber verschiedenen Umweltreizen, wie z. B. Chemoattraktanten, Säure und Sauerstoff, machen biohybride Mikroschwimmer zu einem vielversprechenden Kandidaten für ein breites Spektrum medizinischer Anwendungen im aktiven Frachttransport.